# Chernobyl Children International
Chernobyl Children International (CCI) è un'organizzazione internazionale, medica e umanitaria, accreditata dall'Organizzazione delle Nazioni Unite, senza fini di lucro, che lavora con bambini, famiglie e comunità che continuano a risentire delle conseguenze economiche dell'incidente di Chernobyl del 1986. Il fondatore e amministratore delegato dell'organizzazione è Adi Roche. Prima del 2010, era noto come Chernobyl Children's Project International (CCPI).

## Storia
Chernobyl Children's Project International fu fondata in Irlanda nel 1991 da Adi Roche in risposta a un appello dei medici bielorussi per ottenere aiuto. Adi Roche, in precedenza volontaria in un gruppo di disarmo nucleare, ricevette un fax nel 1991 che recitava "Appello SOS, per l'amor di dio, per favore aiutaci a far uscire i bambini", che la ispirarono ad agire. Quell'anno Adi allestì un piccolo spazio di lavoro in una camera da letto di riserva della sua casa ed iniziò a organizzare delle vacanze di riposo e recupero per alcuni bambini di Chernobyl. Reclutando famiglie irlandesi che fossero intenzionate ad accoglierli e prendersi cura di loro, la CCPI iniziò in Irlanda nel 1991 e si espanse negli Stati Uniti nel 2001. Nel 2010 cambiò il suo nome in Chernobyl Children International.
Nel corso della sua vita, l'organizzazione è cresciuta in termini di forza e di numeri ed è ora il singolo maggior contributore della Bielorussia per le conseguenze di Chernobyl. Opera a stretto contatto con il governo bielorusso, le Nazioni Unite e molte migliaia di volontari in Irlanda, Bielorussia e in tutto il mondo, per fornire un'ampia gamma di aiuti ai bambini ed al resto della comunità. Agisce anche come difensore dei diritti delle persone colpite dall'esplosione di Chernobyl e si impegna in attività di ricerca e di sensibilizzazione per incoraggiare il resto del mondo a ricordare le vittime ed a capire l'impatto a lungo termine sulle loro vite.
A tutt'oggi i contributi di Chernobyl Children superano i 105 milioni di euro in aiuti diretti e indiretti. Il suo programma di punta Rest and Recuperation ha portato oltre 25 500 bambini in Irlanda, restituendo una media di due anni alla vita di ogni bambino. A seguito del sostegno del CEO volontario all'Assemblea generale delle Nazioni Unite in occasione del 30º anniversario del disastro, l'ONU ha designato il 26 aprile come "Giornata internazionale della memoria dei disastri di Chernobyl".
Adi Roche ha ideato una mostra del disastro di Chernobyl per il 15º anniversario dell'incidente nucleare, nel quartier generale delle Nazioni Unite a New York nel 2001. L'eredità di Chernobyl è stata dimostrata attraverso immagini digitali, fotografie e sculture. Intitolata Black Wind, White Land, la mostra è stata un evento interculturale della durata di un mese con opere di artisti che ritraggono le sofferenze causate dall'incidente. È stato considerato un eccezionale successo dalle Nazioni Unite ed ha avuto la sua prima europea a Dublino nel 2002.
Chernobyl Children's Project International è stato al centro del film del 2003 Chernobyl Heart, che ha vinto l'Oscar per il miglior documentario cortometraggio.
Nel 2004, Chernobyl Children International ha ricevuto lo status di ONG ufficiale dal Regno Unito.
Le attività di volontariato dell'organizzazione sono state presentate nell'edizione del 26 aprile 2006 della People.
L'organizzazione è stata premiata con il riconoscimento speciale al Congresso nel 2006, per "eccezionale lavoro umanitario".

## Programmi
Chernobyl Children International lavora con le famiglie e le comunità nelle regioni colpite da Chernobyl per aiutarle a superare l'effetto domino della povertà, della cattiva salute e dell'impatto sociale e psicosociale che sono state le conseguenze del disastro nucleare di Chernobyl.
I programmi attivi di Chernobyl Children International sono:
Programma cardiaco "Flying Doctors"la CCI invia team chirurgici in Ucraina per svolgere operazioni e formare i medici locali. Fino ad oggi sono stati effettuati 3 950 interventi chirurgici dai medici della CCI.
Programmi di formazione infermieristici e terapeuticila CCI invia volontari infermieri e terapisti fisici/occupazionali/linguistici nelle regioni colpite da Chernobyl per lavorare direttamente con i bambini in strutture mediche a corto di personale e fornire formazione ai loro omologhi locali.
Centri e programmi comunitarisono stati costruiti o ristrutturati dieci nuovi centri che forniscono servizi educativi, medici e sociali a oltre 30 000 persone per centro.
"Case della speranza"il programma "Case della speranza" della CCI offre un'alternativa alle istituzioni statali attraverso 30 case che sono state acquistate e rinnovate, l'equivalente di chiudere due orfanotrofi in Bielorussia. Porta i bambini fuori dagli orfanotrofi e li mette in case amorevoli per conto loro.
Programmi di Riposo e Recuperola CCI ha sponsorizzato oltre 25 500 bambini di aree contaminate per trascorrere le vacanze estive e invernali in Irlanda. La CCI ha ospitato molti altri bambini nei campi del loro paese di origine, la Bielorussia, compresi campi speciali per bambini che si stavano riprendendo da un intervento chirurgico al cuore e un cancro e bambini gravemente disabili.
Hospicela CCI ha costruito e attrezzato il primo baby hospice in Bielorussia. Ha inoltre dato una formazione professionale allo staff per garantire la migliore assistenza ai pazienti.
Aiuto umanitario "aiuto diretto"la CCI acquista e fornisce le necessarie forniture mediche e umanitarie alla Bielorussia, per la consegna ai siti del progetto e ai centri comunitari in tutto il paese.

## Volontari
In quanto organizzazione caritatevole e senza fini di lucro, Chernobyl Children International fa molto affidamento sul contributo di migliaia di volontari. I volontari del CCI sono organizzati in tre programmi:
Programma medicoMedici, infermieri, chirurghi e dentisti offrono il loro tempo e le loro capacità per fornire cure mediche e assistenza domiciliare ai bambini di Chernobyl. I loro sforzi hanno salvato la vita a migliaia di bambini e ridotto il dolore e la sofferenza di altre migliaia di persone.
Programma edifici e costruzioniElettricisti, costruttori e falegnami qualificati mettono le loro abilità al lavoro per costruire, ristrutturare e rinnovare istituzioni tanto necessarie, come centri diurni, centri medici e asili e case adottive conosciute come "Case della speranza". Questi volontari mettono un tetto sicuro sopra le teste di alcuni dei bambini e delle famiglie più vulnerabili della Bielorussia, migliorando il loro livello di salute, igiene e comfort.
Programma di Riposo e Recuperole famiglie di tutta l'Irlanda aprono le loro case e il loro cuore a più di 1 000 bambini colpiti dal disastro di Chernobyl, dando loro la possibilità di riprendersi dalle devastazioni dell'ambiente tossico in cui sono costretti a vivere. Anche i volontari provenienti dall'Irlanda e dall'America si recano in Bielorussia ogni anno per aiutare a gestire i campi di riposo e di recupero per bambini troppo malati per recarsi in Irlanda.
L'organizzazione aiuta anche e mantiene i gruppi di volontariato che si trovano in Irlanda e nell'Irlanda del Nord. I gruppi di divulgazione organizzano eventi di sensibilizzazione e raccolta fondi a favore della CCI e hanno contribuito a raccogliere milioni di euro per le vittime di Chernobyl.

## Consiglio di Amministrazione
La Chernobyl Children International è supervisionata da un consiglio di amministrazione di otto persone. Tra i suoi membri figurano Adi Roche, Ali Hewson, Noel Kelly e Liz O'Donnell. Peter Lacy è il presidente del consiglio di amministrazione.
Ali Hewson, moglie del cantante degli U2, Bono, è uno dei membri e dei mecenati più in vista dell'organizzazione e ha fatto diversi viaggi con il gruppo nelle zone colpite da Chernobyl. Tutti i proventi del singolo degli U2 del 1998, Sweetest Thing, furono donati all'organizzazione.

## Riconoscimenti Adi Roche
Il CEO volontario Adi Roche e Chernobyl Children International hanno ricevuto numerosi premi e riconoscimenti per il loro lavoro nella regione.